# Gochas
Gochas is een dorp in de regio Hardap in Namibië. Het dorp ligt 110 km ten zuidoosten van Mariental en 64 km ten zuidwesten van Stampriet op weg naar de grenspost naar het Kgalagadi Transfrontier Park in Zuid-Afrika. Gochas ligt aan de oever van de Auob op 1150 m hoogte. Het gebied is in het centrum van een aantal Kalahariboerderijen waar vee wordt gehouden. Gochas ligt op het kruispunt van de wegen C18 en C15.

## Geschiedenis
Het dorp is sinds 1889 de belangrijkste nederzetting van de ǃKharakhoen, een substam van het Nama-volk.
Gochas was een brandhaard in de koloniale Herero-oorlogen in Duits-Zuidwest-Afrika. Het werd gebruikt als militaire post en kamelenstation onder het bewind van het Duitse Keizerrijk. In januari 1905 versloegen de Duitsers hier het Nama opperhoofd Simon Kooper. De laatste slag van de oorlog, de Slag om Seatsub, werd in maart 1908 in Beetsjoeanaland uitgevochten. Kapitein Friedrich von Erckert sneuvelde in de strijd en er werd een gedenkteken gebouwd in Gochas.